# Шарда (город)
Шарда (урду شارد‎) — город в техсиле Шарда округа Нилум территории Азад-Кашмир Исламской Республики Пакистан.

## География
Расположен на берегу реки Нилум, на абсолютной высоте 1 981 метр.
Рядом с городом находятся 2 вершины — Шарди и Нарди, названные в честь легендарных принцесс Шарды и Нарды. Напротив горы Шарда находится устье правого притока реки Нилум под названием Сурган-Налла. Вдоль реки Нилум трасса ведёт к перевалу Нури-Нар, а через него в долину Каган.

## Топоним
Топоним Шарда происходит от имени индуистской богини мудрости, знания, искусства, красоты и красноречия Сарасвати. Кашмир назвался землёй Шарады или Шарада Деш до его обращения в ислам.

## Галерея

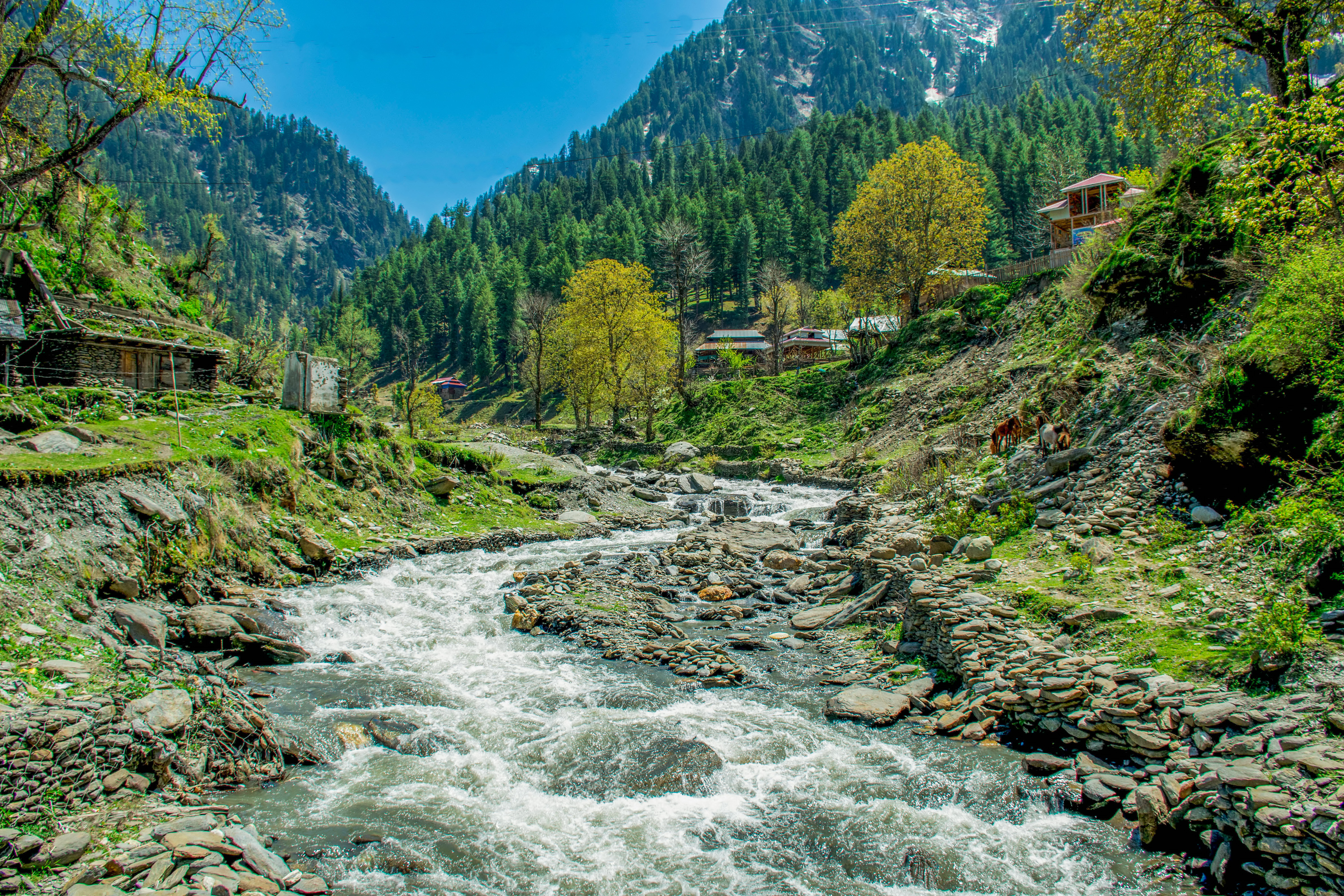
Река Нилум в Шарде
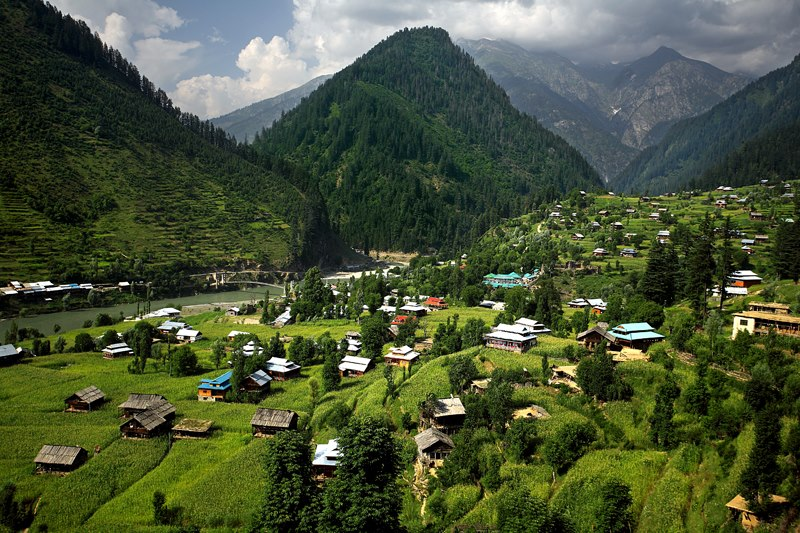
Деревня Шарда